# Como la vez primera
Como la vez primera es el primer extended play de la banda  mexicana Comisario Pantera. Se lanzó al público en 2010 en formato físico y digital en México. Se compone de 5 canciones originales, del cual se extrajeron sencillos como «Disco casino» publicado el 25 de diciembre de 2011. Fue producido de manera independiente por la misma banda.
Fue escrito en su mayoría por los cuatro miembros de la banda —Darío Vital, Roger Dávila, Iván Vidauri, Hernán Raúl—.Otras canciones destacadas fueron «Como la vez primera» y «Sofá». Mientras que «Anyone» fue la primera canción con una composición completamente escrita en Inglés.

## Recepción
En el sitio web Rate Your Music recibió una puntuación de 3.00 sobre 5 estrellas.

## Lista de canciones
| N.º   | Título                | Escritor(es)                  | Duración |  |
| 1.    | «Disco casino»        | Darío · Roger · Iván · Hernán | 3:35     |  |
| 2.    | «Fuerte»              | Darío · Hernán                | 3:02     |  |
| 3.    | «Como la vez primera» | Darío · Hernán                | 3:01     |  |
| 4.    | «Sofá»                | Darío · Hernán                | 2:34     |  |
| 5.    | «Anyone»              | Darío · Hernán                | 2:53     |  |
| 15:00 |                       |                               |          |  |

## Historial de lanzamiento
| País   | Fecha | Formato(s)            | Sello         | Ref.  |
| ------ | ----- | --------------------- | ------------- | ----- |
| México | 2010  | CD + Descarga digital | Independiente | [ 5 ] |